# بنكسية مستنقعية
بنكسية مستنقعية (الاسم العلمي: Banksia telmatiaea) هي نوع نباتي يتبع جنس البنكسية من فصيلة البروطية.